# Simon Spierer
Simon Spierer (* 1926 in Triest; † 4. Oktober 2005 in Genf) war ein Schweizer Kunstsammler und Kunstmäzen.

## Leben
Spierer entstammte einer jüdischen Familie und emigrierte 1943 vor den Faschisten in die Schweiz, wo er als Tabak- und Kunsthändler tätig war. Simon Spierer war Besitzer einer einzigartigen Skulpturensammlung, die er seit 1980 zusammengetragen hatte. Sein Vater war Hermann Spierer (1887–1927), der 1922 tausende Griechen vor den türkischen Truppen in Smyrna rettete.
Spierers Kunstsammlung Wald der Skulpturen mit 39 Werken umfasst die frühe Moderne bis in die Gegenwart namhafter internationaler Künstler des 20. Jahrhunderts. Die formale ästhetische Konzentration der Sammlung liegt auf der Stele und dem Torso. Die bekanntesten Arbeiten von höchster kunstgeschichtlicher Relevanz sind Daphné von Julio González (1937), Vogel im Raum von Constantin Brâncuși (1941), Idole von Jean Arp (1950) und Petit buste de Diego sur colonne von dem Schweizer Alberto Giacometti (1952). Weitere Kunstwerke stammen von Max Ernst, Henry Moore, Lucio Fontana, Louise Bourgeois, Barbara Hepworth, Germaine Richier, Max Bill, Isamu Noguchi, Daniel Spoerri und Tony Cragg.
Simon Spierer hat 2004 die auf circa 15 Mio. Euro taxierte Sammlung dem Hessischen Landesmuseum Darmstadt gestiftet.